# Tony Hadley (album)
Tony Hadley è il secondo album in studio da solista di Tony Hadley, ex frontman degli Spandau Ballet, pubblicato nel 1997 dalla sua etichetta Slipstream Records.
Il disco contiene 13 tracce, per lo più costituite da cover di canzoni d'amore classiche degli anni settanta e anni ottanta, tra cui Slave to Love di Bryan Ferry, The First Cut Is the Deepest di Cat Stevens (la stessa resa famosa da Rod Stewart), She's Gone di Hall & Oates, Wonderful Life di Black, Have You Seen Her di Eugene Record & Barbara Acklin (portata al successo dai Chi-Lites), Free Fallin' di Tom Petty, First of May dei Bee Gees, Woman in Chains dei Tears for Fears e Save a Prayer dei Duran Duran.
L'album contiene anche alcuni brani scritti dallo stesso Hadley, tra cui She, dedicata alla figlia Toni (avuta dalla moglie Leonie).

## Tracce
Testi e musiche di Tony Hadley, eccetto dove indicato.
1. Save a Prayer (Duran Duran)
2. Slave to Love (Bryan Ferry)
3. She's Gone (Hall & Oates)
4. Maybe You and I
5. Wonderful Life (Black)
6. She (Tony Hadley)
7. The First Cut Is the Deepest (Cat Stevens, Rod Stewart)
8. Dance with Me
9. Have You Seen Her? (Eugene Record, Barbara Acklin, Chi-Lites)
10. Free Fallin' (Tom Petty)
11. Woman in Chains (Tears for Fears)
12. First of May (Bee Gees)
13. Love Affair